# Syrphophagus lachni
Syrphophagus lachni är en stekelart som först beskrevs av William Harris Ashmead 1885.  Syrphophagus lachni ingår i släktet Syrphophagus och familjen sköldlussteklar. Inga underarter finns listade i Catalogue of Life.